# Égalité devant la mort
Égalité devant la mort est une huile sur toile de William Bouguereau réalisée en 1848. La toile est présentée lors de la première participation du peintre au Salon en 1849.